# Yelmurat Tasmuradov
Yelmurat Zulipxar-uli Tasmuradov (ur. 12 grudnia 1991) – uzbecki zapaśnik w stylu klasycznym. Trzykrotny olimpijczyk. Brązowy medalista z Rio de Janeiro 2016 w kategorii 59 kg. Zajął szesnaste miejsce w Londynie 2012 w kategorii 55 kg. Czternasty w Tokio 2020 w kategorii 60 kg.
Srebrny medalista mistrzostw świata w 2018 i brązowy w 2013 i 2014. Piąty na igrzyskach azjatyckich w 2014 i siódmy w 2018. Złoty medal na mistrzostwach Azji w 2013, 2014, 2015, 2018 i 2020, a srebrny w 2012 i 2019. Trzeci na halowych igrzyskach azjatyckich w 2017. Siódmy na Uniwersjadzie w 2013, jako zawodnik Tashkent Region State Institute of Education w Angren. Brąz na mistrzostwach świata i Azji juniorów w 2011 roku.